# 山武郡市農業協同組合
山武郡市農業協同組合（さんぶぐんしのうぎょうきょうどうくみあい）は、千葉県山武市に本所を置く農業協同組合。
略称は「山武郡市農協」、愛称は「JA山武郡市」。

## 店舗
- 本所　山武市和田375-2
- 大網支所　大網白里市大網277
- 増穂支所　大網白里市北飯塚273
- 白里支所　大網白里市南今泉30-2
- 東金支所　東金市東金793-1
- 公平支所　東金市道庭574
- 豊成支所　東金市関内338
- 福岡支所　東金市砂古瀬496
- 九十九里支所　山武郡九十九里町片貝3295-1
- 成東支所　山武市津辺268-1
- 南郷支所　山武市上横地6101
- 緑海支所　山武市松ヶ谷イ3120-2
- 鳴浜支所　山武市本須賀1387-7
- 日向支所　山武市椎崎330-3
- 睦岡支所　山武市埴谷821
- 蓮沼支所　山武市蓮沼ニ-1270
- 松尾支所　山武市松尾町大堤35-1
- 大平支所　山武市松尾町広根1058
- 豊岡支所　山武市松尾町金尾449-2
- 横芝支所　横芝光町栗山4388
- 大総支所　横芝光町木戸台138-1
- 二川支所　芝山町小池1034
- 千代田支所　芝山町大里3-3
- 第一集出荷センター　山武郡九十九里町田中荒生1652
- やさいの里営農センター　山武市松尾町借毛本郷4183
- グリーンプラザ　東金市薄島橋戸3-1
- 東金経済センター　東金市東金783
- 大網経済センター　大網白里市南今泉30-1
- 山武経済センター　山武市埴谷821
- 芝山経済センター　芝山町大台2609
- 機械センター　山武市白幡57
- 第一給油所　東金市薄島橋戸2-1
- はにわ台給油所　横芝光町中台1504-1
- 東金給油所　東金市押堀48-2
- 大網給油所　大網白里市富田1517
- (株)さんぶ葬祭センター成東本店営業所/JA SANトラベル　山武市津辺258-1
- (株)さんぶ葬祭センター大網白里支店営業所　大網白里市大網277
- JA斎場豊成　東金市中野字関の台631-1
- 「緑の風」山武店　山武市埴谷1877-1
- 「緑の風」大網店　大網白里市富田23-2
- 大網ローンセンター　大網白里市大網277

## 九十九里海っ子ねぎ
平成14年台風第21号により農作物に塩害が生じたが、ネギは塩害に強いため枯れず、さらに味が良好となった。これをきっかけに海水を散布しながら育成したネギを「九十九里海っ子ねぎ」としてブランド化している。